# David Smétanine
David Smétanine (Grenoble, 21 ottobre 1974) è un nuotatore francese.
Divenuto paraplegico all'età di ventuno anni in seguito ad un incidente stradale che ne ha danneggiato la colonna vertebrale, Smétanine si è dedicato al nuoto in età abbastanza avanzata, partecipando per la prima volta ai Campionati Mondiali nel 2002. Ha rappresentato la Francia in cinque edizioni dei Giochi Paralimpici estivi, conquistando due medaglie d'oro, quattro d'argento e due di bronzo. I migliori risultati li ottenne nell'edizione di Pechino 2008, quando vinse la prima medaglia d'oro della delegazione francese, vincendo la gara dei 100 metri stile libero, e successivamente conquistando anche il titolo nei 50 metri stile libero.

## Palmarès
- Giochi paralimpici
  - Atene 2004
    - bronzo 50 m stile libero S4

  - Pechino 2008
    - oro 50 m stile libero S4
    - oro 100 m stile libero S4
    - argento 50 m dorso S4
    - argento 200 m dorso S4

  - Londra 2012
    - argento 50 m stile libero S4
    - argento 200 m stile libero S4
    - bronzo 100 m stile libero S4